# Národní univerzita Čcheng-kung
Národní univerzita Čcheng-kung (čínsky znaky tradiční 國立成功大學) je veřejná výzkumná univerzita se sídlem v Tchaj-nanu (Tchaj-wan). Založena byla v roce 1931 během japonské nadvlády jako inženýrská vysoká škola. Patří mezi nejstarší vysokoškolské instituce v Tchaj-wanu a je zařazena mezi šest národních výzkumných univerzit, stejně jako mezi čtyři univerzity, které tvoří Taiwan Comprehensive University System – alianci výzkumně orientovaných univerzit v Tchaj-wanu.
Univerzita je pojmenována po Čeng Čcheng-kungovi.